# Ateles geoffroyi yucatanensis
Ateles geoffroyi yucatanensis é uma subespécie de Ateles geoffroyi encontrado na península de Yucatán, no México, Guatemala e Belize.